# (11086) Nagatayuji
(11086) Nagatayuji est un astéroïde de la ceinture principale.

## Description
(11086) Nagatayuji est un astéroïde de la ceinture principale. Il fut découvert le 11 octobre 1993 à Kitami par Kin Endate et Kazuro Watanabe. Il présente une orbite caractérisée par un demi-grand axe de 2,26 UA, une excentricité de 0,16 et une inclinaison de 5,5° par rapport à l'écliptique.

## Compléments